# Melanagromyza specifica
Melanagromyza specifica este o specie de muște din genul Melanagromyza, familia Agromyzidae, descrisă de Spencer în anul 1963. Conform Catalogue of Life specia Melanagromyza specifica nu are subspecii cunoscute.